# Metropolitano de Medellín
O Metrô de Medellín é um sistema de metropolitano que opera em 6 municípios da Região Metropolitana do Vale do Aburrá, na Colômbia. É operado pela Empresa de Transporte Masivo del Valle de Aburrá Limitada (ETMVA).
É composto atualmente por duas linhas em operação, a Linha A e a Linha B, que somam 27 estações e 34,5 km de extensão. O sistema entrou em operação no dia 30 de novembro de 1995, com o início da operação da Linha A.
Faz parte do Sistema Integrado de Transporte do Vale do Aburrá (SITVA), junto com o Metrocable de Medellín, a Tranvía de Ayacucho, o Metroplús e o EnCicla.
Atualmente, atende os seguintes municípios: Bello, Envigado, Itagüí, La Estrella, Medellín e Sabaneta. O sistema transporta uma média de 811 mil passageiros por dia.

## História

### Antecedentes
Como uma das primeiras experiências de transporte maciço moderno na Colômbia, o Metrô de Medellín corresponde aos planos urbanísticos mais elaborados do departamento de Antioquia.
A cidade de Medellín e o seu entorno de conglomerados urbanos, que compõem a Região Metropolitana do Vale do Aburrá, é uma região com um rápido desenvolvimento industrial que tem abrigado especialmente a partir da década de 30 uma população operaria importante. Experiências similares desde o final do século XIX, como o bonde, podem ser consideradas como os primeiros esboços do atual projeto de transporte maciço, o Metrô.

### Projeto e obras
A Empresa de Transporte Masivo del Valle de Aburrá Limitada (ETMVA) foi criada em 31 de maio de 1979. O projeto do Metrô de Medellín foi planejado cinco anos antes e foi concluído em 12 anos. No dia 14 de dezembro de 1982, o Conselho Nacional de Política Econômica -CONPES- havia aprovado a citar o endividamento do Metro até por USD 656.3 milhões, sobre um custo estimado de USD 1.009 milhões.
Ao finalizar a construção das três primeiras linhas (duas comerciais e uma de enlace) do sistema de transporte maciço, em 1997, o custo final foi de 2.174 milhões de dólares, que incluem o contrato de obra, os gastos financeiros, os custos de interesses de moradia e a inversão social.

### Pagamento da dívida
Tem causado certa controvérsia nacional o financiamento e o pagamento da dívida do Metrô de Medellín. Em 2004, o ministro da Fazenda Alberto Carrasquilla, o prefeito de Medellín Sergio Fajardo Valderrama, o governador do departamento de Antioquia Aníbal Gaviria Correa e o gerente do sistema Ramiro Márquez Ramírez firmaram um acordo definitivo para o cancelamento da dita dívida. Este assentamento permite aos próprios antioquenhos pagar os custos do metrô, cuja construção se iniciou em 1985.

## Linhas
O sistema é composto por 2 linhas em operação. Cada linha é identificada por uma letra e uma cor. Foram inauguradas entre 1995 e 1996, somando hoje 27 estações e 34,5 km de extensão.
A tabela abaixo lista o nome, a cor distintiva, as estações terminais, o ano de inauguração, a extensão e o número de estações das linhas que estão em operação:
| Linha | Cor     | Terminais                | Ano de inauguração | Extensão | N.º de estações |
| ----- | ------- | ------------------------ | ------------------ | -------- | --------------- |
|       | Azul    | Niquía ↔ La Estrella     | 1995               | 25,8 km  | 21              |
|       | Laranja | San Antonio ↔ San Javier | 1996               | 5,5 km   | 7               |

## Estações
O sistema é composto por 27 estações em operação, das quais 1 é subterrânea, 13 são superficiais e 13 são elevadas. As estações que estão em operação são listadas a seguir:
| · Linha A | - Niquía - Bello - Madera - Acevedo - Tricentenario - Caribe - Universidad - Hospital - Prado - Parque Berrío - San Antonio - Alpujarra - Exposiciones - Industriales - Poblado - Aguacatala - Ayurá - Envigado - Itagüí - Sabaneta - La Estrella |
| · Linha B | - San Antonio - Cisneros - Suramericana - Estadio - Floresta - Santa Lucía - San Javier |